# Aríbalo inca

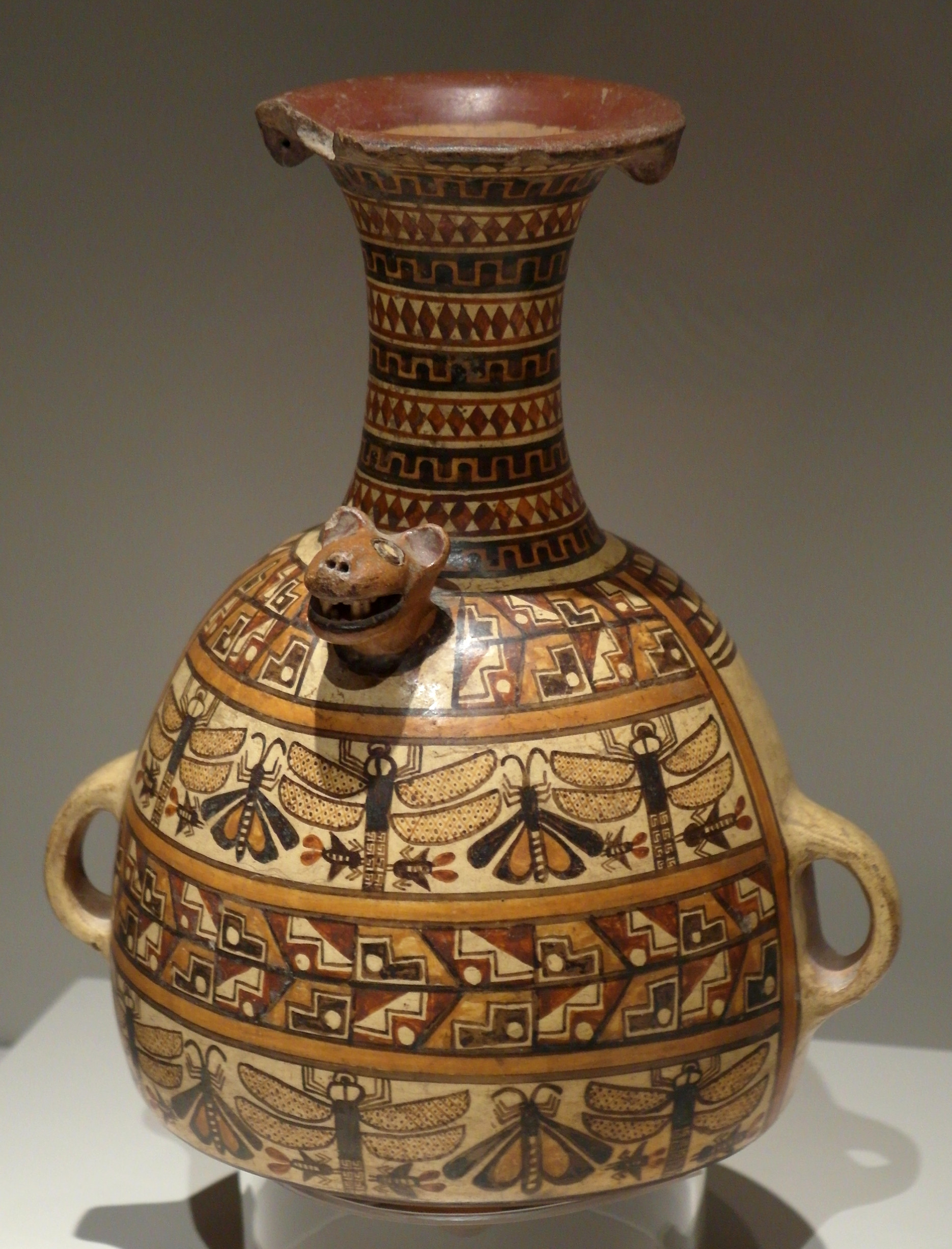
Aríbalo pour la chicha avec décor d'insectes.

Un aríbalo ou urpu est la forme la plus représentative de la poterie inca utilitaire. C'est un grand pichet avec une bouche évasée, un long cou, un corps volumineux et une base conique. 
Il y en a de différentes tailles, du plus petit au plus grand qu'une personne. 
Les anciens Péruviens l'appelaient maka ou puyñun; le nom d'aríbalo ayant été imposé par les Espagnols, en raison de sa légère ressemblance avec les aryballes, un genre d'amphores grecques antiques fabriquées à partir du VIIIe siècle av. J.-C.

## Caractéristiques
La forme générale du corps du récipient est globulaire.
Le cou est long, se terminant par une embouchure évasée.
Il comporte deux poignées ou anses, une de chaque côté de son corps bombé, et sur le bord inférieur de l'embouchure il y a une paire d'anneaux où peuvent passer des cordes pour suspendre ou porter le récipient en association avec les deux poignées inférieures.
À la base de l'encolure, il y a souvent une protubérance ou un bouton d'argile cuite qui représente soit une tête humaine, soit une tête féline (jaguar en général).
La décoration du corps est basée sur des motifs géométriques, losanges, rectangles, triangles, cercles et croix (similaires à la décoration des textiles incas). Parfois des oiseaux, des insectes et des plantes soient représentés, le tout dessiné de manière fine et dense.
Ces céramiques sont toujours polychromes, avec utilisation de nombreuses couleurs chaudes; marron, rouge, blanc, orange, jaune, dans diverses nuances et plus fréquemment le noir sur un fond beige à marron.
La base est conique et pointue, il faut donc placer l'aríbalo dans le trou d'une étagère, un support spécifique ou un trou dans le sol, pour le maintenir en équilibre. 
Sa forme facilite son inclinaison lorsque l'utilisateur veut verser son contenu et évite de l'endommager lors de son retour dans sa position d'origine.

## Utilisation par les incas

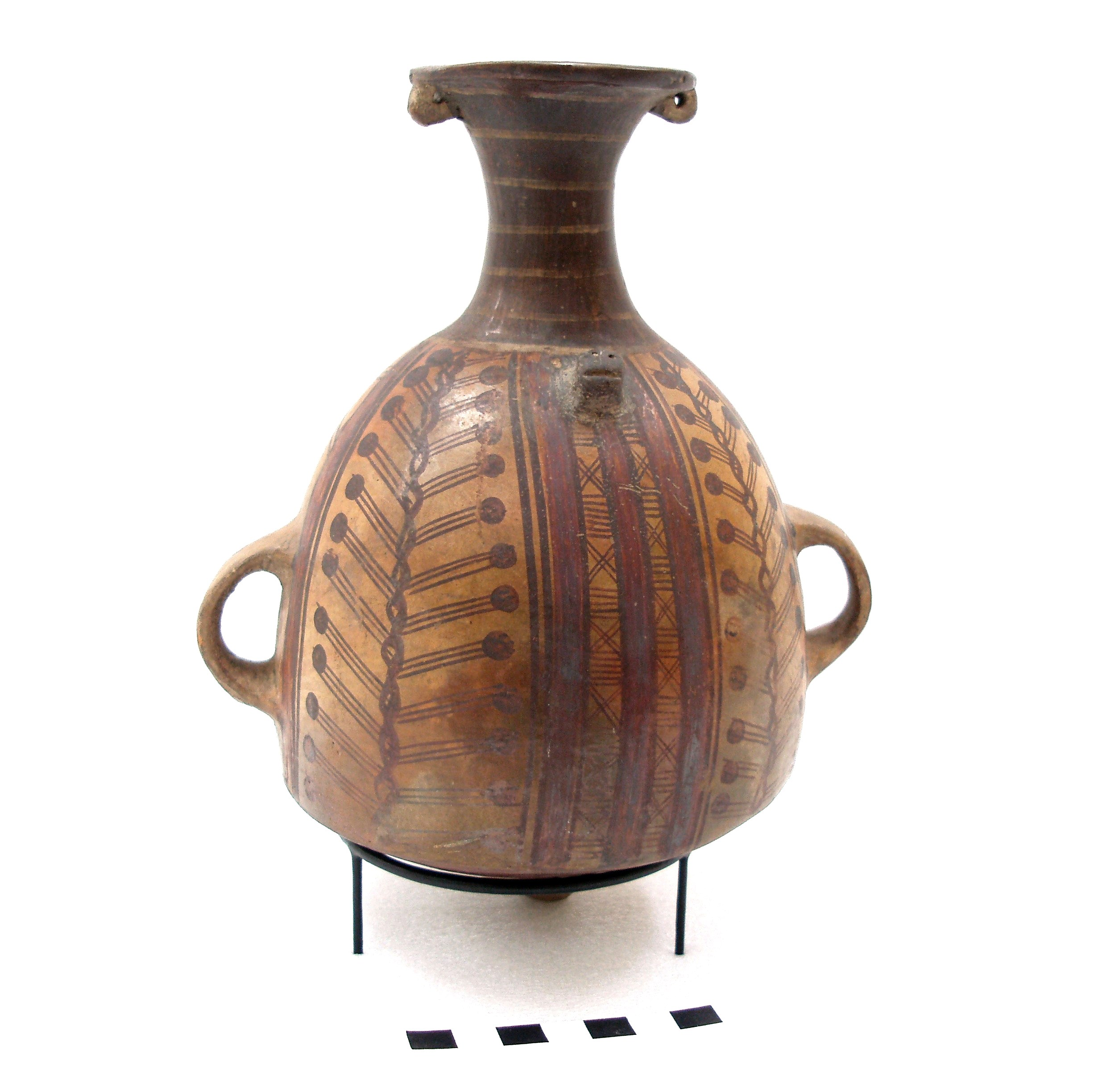
Aribalo inca (XVe siècle ou XVIe siècle).

Pour les amérindiens qui l'ont employé (comme pour les aryballes grecques), son but est essentiellement pratique et utilitaire. Il sert à transporter et conserver de l'eau ou des boissons, comme la chicha, ainsi que pour stocker des aliments secs (grains, farines, baies). 
De plus petits aríbalos étaient utilisés dans les rites cérémoniels, comme offrande à la Pachamama divinité de la terre mère ou étaient placés dans les tombes des défunts. 
Pour le transporter, une corde était passée à travers les poignées de ses côtés et à travers les boutons de l'embouchure, le porteur le plaçant sur son dos en le retenant par la corde.

## Importance archéologique
L'aríbalo, avec ses étranges « lèvres évasées », est la forme la plus caractéristique et la plus courante de poterie inca, à tel point que sa présence sur les sites archéologiques est une indication incontestable de la présence ou de l'influence inca dans la région. De beaux artéfacts ont été trouvés dans les mobiliers accompagnant des défunts. 
Les styles sont différents dans toutes les régions conquises par la culture inca. L'esthétique et la praticité de ces céramiques utilitaires ont influencé le développement de toute la poterie andine. Par exemple, les Chimú de la côte nord du Pérou, après avoir été conquis par les Incas, ont conservé leur poterie noire traditionnelle, mais ont également fabriqué alors l'aríbalo incaio et des poteries à lèvres évasées.
Le musée d'art précolombien de Cuzco détient l'un de ces emblématiques vases monumentaux. Cette pièce de grande taille est unique dans la collection de céramiques qui provient de son musée "père", le Musée Larco de Lima.